# ŠK Krško
ŠK Krško – słoweński klub szachowy z siedzibą w Kršku, mistrz kraju z 1997 roku.

## Historia
Klub został założony w 1956 roku. W 1996 roku zajął czwarte miejsce w Državnej članskiej lidze. W sezonie 1997 klub zdobył mistrzostwo kraju, o jeden punkt wyprzedzając wicemistrza – Ljubljanski ŠK. Kadrę drużyny stanowili wówczas Dražen Sermek, Goran Dizdar, Duško Pavasovič, Zvonimir Meštrovič, Toni Kos i Igor Sitnik. W 1998 roku klub wziął udział w Pucharze Europy. Zespół przegrał wówczas mecz z Bosną Sarajewo i wygrał z K Gentse SRL, zajmując piąte miejsce w fazie grupowej. Sezon 1998 zespół zakończył zajęciem trzeciej pozycji w lidze krajowej, natomiast w roku 2000 uzyskano wicemistrzostwo, ulegając jedynie ŽŠK Maribor ŠK Piramida. W 2000 roku zespół spadł z ligi. Na najwyższy poziom rozgrywkowy klub wrócił w sezonie 2002, uzyskując wówczas piąte miejsce. W latach 2003–2004 klub był trzeci w lidze. Identyczny rezultat osiągnięto w sezonie 2007. W sezonie 2010 zespół uzyskał czwartą pozycję w mistrzostwach kraju. Rezultat ten powtórzono w sezonie 2016. W 2023 roku klub spadł z pierwszej ligi.
W klubie grali m.in. Goran Dizdar, Blažimir Kovačević, Jana Krivec, Predrag Nikolić, Duško Pavasovič i Dražen Sermek.